# Čínský jüan
Čínský jüan (čínsky: 元 nebo 圆; pinyin: yuán), oficiálním názvem žen-min-pi (čínsky: 人民幣; pinyin: rénmínbì; volný překlad: lidová měna), je oficiální platidlo v Čínské lidové republice. Měna je vydávána Čínskou lidovou bankou. Oficiální zkratkou měny je CNY, ale často je používána také zkratka RMB. V běžném zápise se název nahrazuje symbolem ¥, tedy stejným znakem jako japonský jen.
Vztah mezi pojmy renminbi a jüan je podobný vztahu mezi pojmy šterlink a libra. Dá se říci, že jüan je základní jednotkou čínské měny, neboli renminbi.
Čínský jüan má dvě podjednotky: ťiao a fen:
- 1 jüan = 10 ťiao (角) = 100 fenů (分).

V současné době je v oběhu již v pořadí pátá série platidel.
- Nominální hodnoty užívaných bankovek jsou 100, 50, 20, 10, 5 a 1 ¥.
- Nominální hodnoty mincí jsou 1 ¥, 5 ťiao, 1 ťiao, 5 fenů, 2 feny a 1 fen.

Samotné slovo jüan znamenal kruhová mince čili peníz nebo měna a v době, kdy za dynastie Čching začal být užíván, označoval primárně minci stříbrnou. Slouží k obecnému označování měn, například euro je v čínštině zváno Oūjüan (欧元), tedy evropský peníz, americký dolar je zván Měijüan (美元), tedy americký peníz.
V květnu 2012 získal čínský jüan od Mezinárodního měnového fondu status globální rezervní měny.

## Směnné kurzy
Směnný kurs čínského jüanu býval v minulosti (do roku 2005) pevně fixován na americký dolar v kursu 1 USD = 8,28 CNY. Poté byl kurs nejprve upraven na 1 USD = 8,11 CNY a následně byl pro směnný kurs jüanu vytvořen měnový koš – jako hlavní měny jsou v něm zastoupeny americký dolar, euro, japonský jen a jihokorejský won; jako vedlejší měny (s menším vlivem na výsledný kurs) jsou zastoupeny britská libra, thajský baht, ruský rubl, australský dolar, kanadský dolar a singapurský dolar.
Směnný kurs čínského jüanu vůči české koruně byl podle ČNB např. 2. 1. 2009 v poměru 1 CNY = 2,836 CZK, 14. 1. 2010 byl kurs 1 CNY = 2,631 CZK, 10. 9. 2013 byl kurs 1 CNY = 3,198 CZK a 17. 12. 2021 byl kurs 1 CNY = 3,498 CZK.